# Adolf Schärf

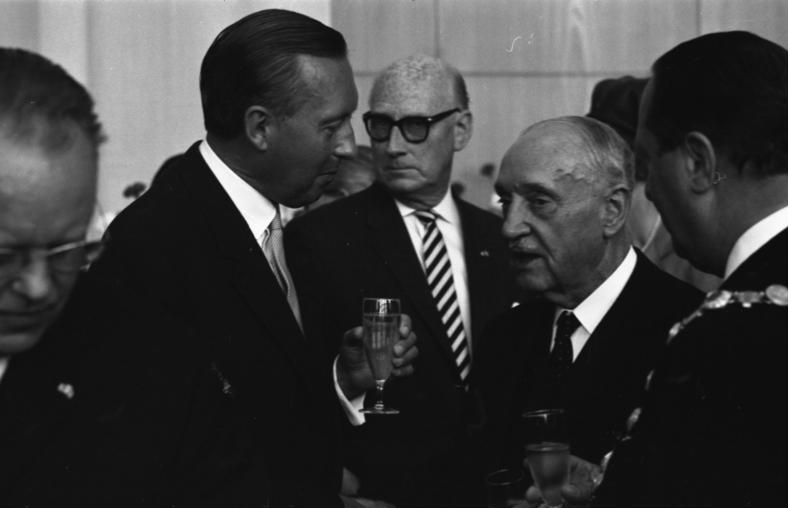
Adolf Schärf (2:a från höger) vid besök i Köln 1964.

Adolf Schärf, född 20 april 1890 i Nikolsburg i Mähren, död 28 februari 1965 i Wien, var en österrikisk politiker som tillhörde socialdemokraterna (SPÖ).

## Biografi
Under andra världskriget kämpade Schärf i motståndsrörelsen och var 1945–1957 ordförande i socialdemokratiska partiet och vice förbundskansler. Han var Österrikes förbundspresident 1957–1965.

## Utmärkelser
- Riddare av Serafimerorden, 5 april 1960.[8]
- Kommendör med stora korset av Vasaorden, 13 oktober 1950.[9]